# Maigné
Maigné ist eine französische Gemeinde mit 336 Einwohnern (Stand: 1. Januar 2022) im Département Sarthe in der Region Pays de la Loire. Die Gemeinde gehört zum Arrondissement La Flèche und zum Kanton Loué. Die Einwohner werden Maignénois und Maignénoises genannt.
Die Gemeinde erhielt 2022 die Auszeichnung „Drei Blumen“, die vom Conseil national des villes et villages fleuris (CNVVF) im Rahmen des jährlichen Wettbewerbs der blumengeschmückten Städte und Dörfer verliehen wird.

## Geografie
Maigné liegt etwa 24 Kilometer westsüdwestlich von Le Mans in der historischen Provinz Maine. Umgeben wird Maigné von den Nachbargemeinden Vallon-sur-Gée im Norden und Westen, Crannes-en-Champagne im Norden und Nordosten, Chemiré-le-Gaudin im Osten, Fercé-sur-Sarthe im Südosten sowie Pirmil im Süden und Südwesten.

## Bevölkerungsentwicklung
| 1962                       | 1968 | 1975 | 1982 | 1990 | 1999 | 2006 | 2013 | 2020 |
| -------------------------- | ---- | ---- | ---- | ---- | ---- | ---- | ---- | ---- |
| 431                        | 367  | 342  | 316  | 308  | 349  | 346  | 339  | 357  |
| Quellen: Cassini und INSEE |      |      |      |      |      |      |      |      |

## Sehenswürdigkeiten
- Kirche Saint-Vigor, Ende des 17. Jahrhunderts erbaut
- Herrenhaus La Seigneurie aus dem 14. Jahrhundert, Umbauten aus dem 16. Jahrhundert, Fassaden und Dächer seit 1928 als Monument historique eingeschrieben
- Herrenhaus Noyau aus dem 18. Jahrhundert
- Schloss Resteau aus dem 19. Jahrhundert

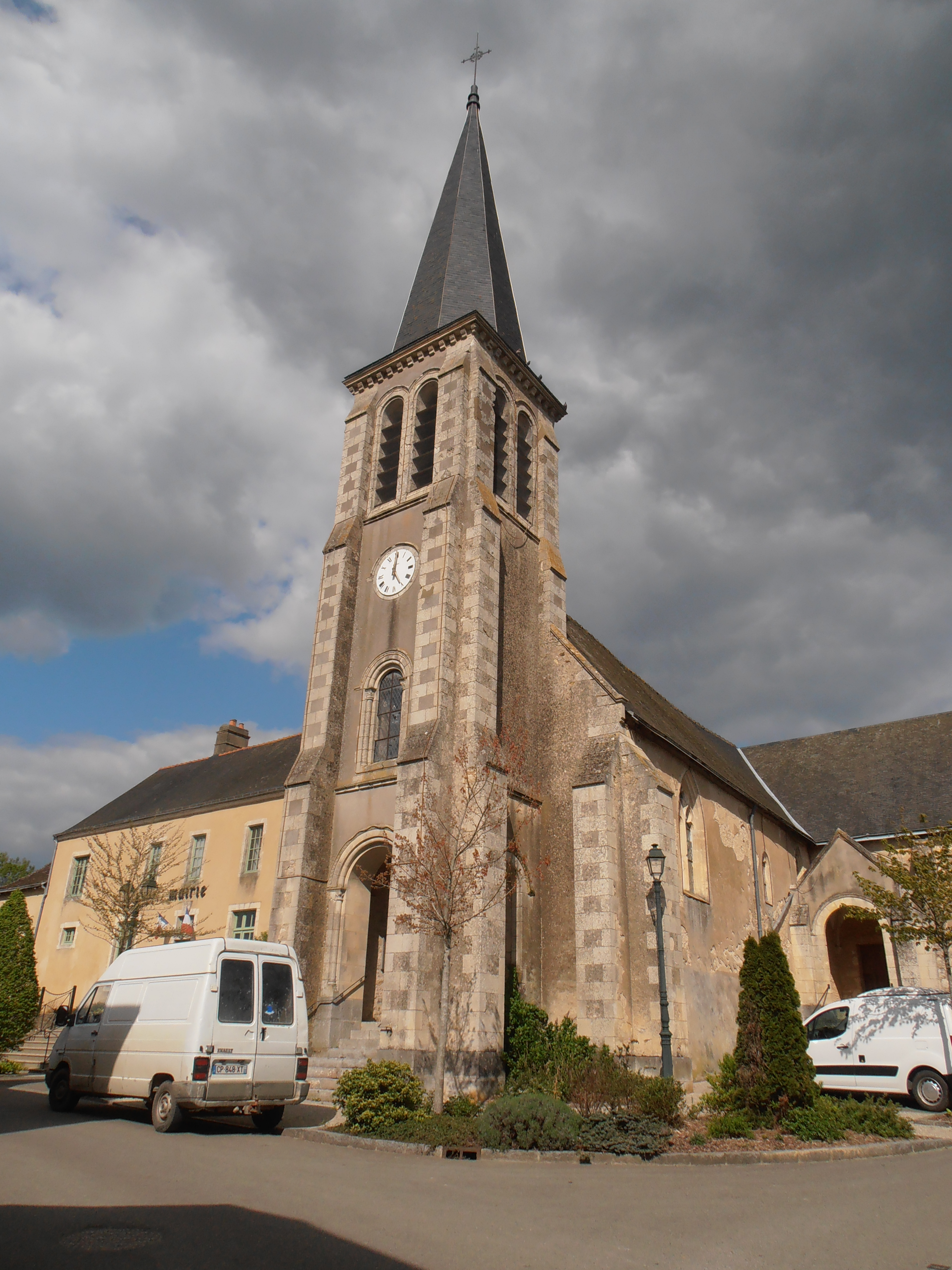
Kirche Saint-Vigor